# Степова (зупинний пункт, Одеська об'єднана дирекція Одеської залізниці, код ЄМР 414914)
Степна́ — пасажирський залізничний зупинний пункт Херсонської дирекції Одеської залізниці на лінії Долинська — Миколаїв.
Розташований за декілька кілометрів від сіл Добре та Мар'янівка Баштанського району Миколаївської області між станціями Явкине (6 км) та Лоцкине (9 км).
Станом на кінець квітня 2017 р. на платформі не зупиняються приміські поїзди.